# یونیورسیتاس ۲۱
یونیورسیتاس ۲۱ (Universitas 21) شبکه‌ای بین‌المللی از ۲۱ دانشگاه است که در سال ۱۹۹۷ به هدف ایجاد «مرجع و منبع بین‌المللی برای تفکر راهبردی در مسائل پراهمیت جهانی» بنیان نهاده شده است. این شبکه روی هم رفته دارای نیم میلیون دانشجو و ۴۰۰۰۰ نفر عضو هیئت علمی است، و با بیش از ۲ میلیون نفر فارغ‌التحصیل فعال ارتباط دارد.
دانشگاه‌های عضو یونیورسیتاس ۲۱ در زمینه‌های زیادی با هم همکاری می‌کنند. پروژه‌های پژوهشی مشترک، تشریک تجربیات اداری و مدیریتی، و تبادل صدها دانشجو در سال از نمونه‌های این همکاری‌ها است.

## دانشگاه‌های عضو
آسیای شرقی
- دانشگاه جیائو تونگ شانگهای (شانگهای،  چین)
- دانشگاه ملی سنگاپور ( سنگاپور)
- دانشگاه واسدا (توکیو،  ژاپن)
- دانشگاه فودان (شانگهای،  چین)
- دانشگاه کره (سئول،  کره جنوبی)
- دانشگاه هنگ کنگ (هنگ کنگ،  چین)

آسیای جنوبی
- دانشگاه دهلی (دهلی نو،  هند)

آمریکای شمالی
- دانشگاه بریتیش کلمبیا (ونکوور،  کانادا)
- موسسه فناوری و آموزش عالی مونتری (مونتری،  مکزیک)
- دانشگاه مک‌گیل (مونتریال،  کانادا)
- دانشگاه ویرجینیا (شارلوتسویل،  ایالات متحده آمریکا)

اروپا
- دانشگاه ادینبورگ (ادینبورگ،  بریتانیا)
- دانشگاه بیرمینگهام (بیرمینگهام،  بریتانیا)
- کالج دانشگاهی دوبلین (دوبلین،  جمهوری ایرلند)
- دانشگاه گلاسگو (گلاسگو،  بریتانیا)
- دانشگاه لوند (اسکونه،  سوئد)
- دانشگاه ناتینگهام (ناتینگهام،  بریتانیا)

اقیانوسیه
- دانشگاه آکلند (آوکلند،  نیوزیلند)
- دانشگاه کوئینزلند (بریزبین،  استرالیا)
- دانشگاه ملبورن (ملبورن،  استرالیا)
- دانشگاه ولز جنوبی نو (سیدنی،  استرالیا)